# Injektivitätsradius
Der Injektivitätsradius ist ein Begriff aus dem mathematischen Teilgebiet der Differentialgeometrie, genauer eine Invariante riemannscher Mannigfaltigkeiten. Seine Bedeutung liegt darin, dass sich Punkte, deren Abstand geringer als der Injektivitätsradius ist, stets durch eine eindeutige kürzeste Verbindung verbinden lassen.

## Definition
Sei {\displaystyle M} eine riemannsche Mannigfaltigkeit. Mit {\displaystyle C(p)} werde der Schnittort von {\displaystyle p\in M} bezeichnet. Dann wird der Injektivätsradius am Punkt {\displaystyle p\in M} durch
{\displaystyle i(p):=d(p,C(p))}
definiert, wobei {\displaystyle d} den riemannschen Abstand auf {\displaystyle M} bezeichnet.
Der Injektivätsradius {\displaystyle i(M)} der riemannschen Mannigfaltigkeit {\displaystyle M} ist dann durch
{\displaystyle i(M):=\inf _{p\in M}i(p)=\inf _{p\in M}d(p,C(p)).}
definiert. Der Name Injektivätsradius erklärt sich dadurch, dass die Exponentialabbildung {\displaystyle \exp _{p}} genau dann injektiv auf dem geodätischen Ball {\displaystyle B_{r}(p)} ist, wenn {\displaystyle r\leq i(p)} gilt.
Äquivalent kann man den Injektivätsradius am Punkt {\displaystyle p} also auch definieren als das größte {\displaystyle \epsilon }, für das
{\displaystyle \exp _{p}\colon B(0,\epsilon )\to B(p,\epsilon )}
ein Diffeomorphismus ist. (Es genügt auch nur zu verlangen, dass {\displaystyle exp_{p}} auf {\displaystyle B(0,\epsilon )} definiert und injektiv ist.)

## Beispiele
- Sei {\displaystyle S^{2}\subset \mathbb {R} ^{3}} die Einheitssphäre. Der Injektivitätsradius an jedem Punkt {\displaystyle p\in S^{2}} ist {\displaystyle \pi }, denn die Exponentialabbildung {\displaystyle \exp _{p}\colon T_{p}S^{2}\to S^{2}} bildet die offene Kreisscheibe vom Radius {\displaystyle \pi } diffeomorph auf das Komplement des zu {\displaystyle p} antipodalen Punktes ab.
- Sei {\displaystyle T^{2}=\mathbb {R} ^{2}/\mathbb {Z} ^{2}} der flache Torus, den man aus einem Einheitsquadrat durch Identifikation gegenüberliegender Seiten erhält. Dann ist der Injektivitätsradius an jedem Punkt {\displaystyle p\in T^{2}} gleich {\displaystyle \textstyle {\frac {1}{2}}}, denn die Exponentialabbildung ist injektiv auf dem Inneren eines Quadrates mit Mittelpunkt {\displaystyle 0\in T_{p}T^{2}} und Kantenlänge {\displaystyle 1}.

## Abschätzungen des Injektivitätsradius
- Abschätzung bei {\displaystyle \textstyle {\frac {1}{4}}}-gepinchter positiver Krümmung (Klingenberg-Sakai[2]): Sei {\displaystyle (M,g)} eine vollständige, einfach zusammenhängende riemannsche Mannigfaltigkeit mit Schnittkrümmung {\displaystyle {\tfrac {1}{4}}<K\leq 1}, dann ist {\displaystyle i(M)\geq \pi }.
- Verbesserungen im gerade-dimensionalen Fall: Falls {\displaystyle (M,g)} eine gerade-dimensionale, vollständige riemannsche Mannigfaltigkeit mit Schnittkrümmung {\displaystyle K\leq 1} ist, dann gilt {\displaystyle \textstyle i(M)\geq {\frac {\pi }{2}}} und falls {\displaystyle M} zusätzlich orientierbar ist, sogar {\displaystyle i(M)\geq \pi }.

## Beschränkte Geometrie
Riemannsche Mannigfaltigkeiten mit positivem Injektivitätsradius und beschränkter Schnittkrümmung werden als Mannigfaltigkeiten beschränkter Geometrie bezeichnet.
Auf vollständigen riemannschen Mannigfaltigkeiten {\displaystyle M} hängt der Injektivitätsradius am Punkt {\displaystyle p} stetig von {\displaystyle p} ab. Insbesondere haben alle kompakten riemannschen Mannigfaltigkeiten beschränkte Geometrie.